# Shobrooke
Shobrooke is een civil parish in het bestuurlijke gebied Mid Devon, in het Engelse graafschap Devon. In 2001 telde het dorp 540 inwoners.